# CLEC2L
CLEC2L (англ. C-type lectin domain family 2 member L) – білок, який кодується однойменним геном, розташованим у людей на 7-й хромосомі. Довжина поліпептидного ланцюга білка становить 214 амінокислот, а молекулярна маса — 23 927.
| 10         |  | 20         |  | 30         |  | 40         |  | 50         |
| ---------- |  | ---------- |  | ---------- |  | ---------- |  | ---------- |
| MEPAREPPSR |  | ARPPPPLAAR |  | PAPAPAAPRP |  | RSPAEAEARG |  | PEGLLRRSGS |
| GYEGSTSWKA |  | ALEDTTTRLL |  | LGAIAVLLFA |  | ILVVMSILAS |  | KGCIKCEAPC |
| PEDWLLYGRK |  | CYFFSEEPRD |  | WNTGRQYCHT |  | HEAVLAVIQS |  | QKELEFMFKF |
| TRREPWIGLR |  | RVGDEFHWVN |  | GDPFDPDTFT |  | IAGPGECVFV |  | EPTRLVSTEC |
| LMTRPWVCSK |  | MAYT       |  |            |  |            |  |            |

A: Аланін

C: Цистеїн

D: Аспарагінова кислота

E: Глутамінова кислота

F: Фенілаланін

G: Гліцин

H: Гістидин

I: Ізолейцин

K: Лізин

L: Лейцин

M: Метіонін

N: Аспарагін

P: Пролін

Q: Глутамін

R: Аргінін

S: Серин

T: Треонін

V: Валін

W: Триптофан

Кодований геном білок за функцією належить до фосфопротеїнів. 
Білок має сайт для зв'язування з лектинами. 
Локалізований у мембрані.